# باشگاه فوتبال برق جدید فارس
باشگاه فوتبال برق جدید فارس یک باشگاه خصوصی فوتبال در شهر شیراز، ایران است. مالک این تیم محمدعلی تابع بردبار است.
این باشگاه در سال ۱۳۹۴ با خرید امتیاز تیم لیگ دویی هامون سازه زاهدان تأسیس شد و پس از دو فصل حضور در لیگ دسته دوم، در سال ۱۳۹۶ توانست به لیگ آزادگان صعود کند.امتیاز این تیم در پایان لیگ ۹۷-۱۳۹۶ به تیم قشقایی واگذار شد و این تیم به جای تیم قشقایی به لیگ دسته دوم منتقل شد.

## واگذاری امتیاز به تیم قشقایی
پس از صعود برق جدید به لیگ آزادگان این تیم توانست در اولین حضور خود در این لیگ شروع موفقی داشته باشد و نیم فصل اول را با سرمربی گری داوود مهابادی با رتبه سوم به پایان برساند. اما مشکلات مالی سبب جدایی سرمربی این تیم به همراه چند بازیکن کلیدی آن در نیم فصل گردید و همین علت باعث افت شدید عملکرد تیم در نیم فصل دوم شد و در نهایت لیگ ۹۷-۱۳۹۶ را با رتبه دوازدهم به پایان رساند. سرانجام مشکلات مالی سبب شد که مدیران این تیم تصمیم به واگذاری امتیاز آن به تیم لیگ دویی قشقایی بگیرند و تیم برق جدید به جای قشقایی در لیگ دسته دوم ادامه فعالیت دهد. در آغاز لیگ دسته دوم ۹۸-۱۳۹۷ نیز امتیاز این تیم به پاس همدان که در فصل قبل به لیگ دسته سوم سقوط کرده بود واگذار شد و پاس همدان به لیگ دسته دوم بازگشت و عملاً باشگاه برق جدید منحل گردید.

## عملکرد در فصل‌های گذشته
جدول عملکرد برق جدید در فصل های گذشته:
| فصل     | لیگ      | رتبه                | جام حذفی    | توضیحات                                                        |
| ------- | -------- | ------------------- | ----------- | -------------------------------------------------------------- |
| ۱۳۹۴-۹۵ | دسته دوم | پنجم گروه ۱ مرحله ۱ | -           | تأسیس                                                          |
| ۱۳۹۵-۹۶ | دسته دوم | دوم گروه ۲ مرحله ۲  | ۱/۸ پایانی  | صعود به لیگ آزادگان                                            |
| ۱۳۹۶-۹۷ | آزادگان  | دوازدهم             | ۱/۱۶ پایانی | فروش امتیاز به تیم قشقایی شیراز و ادامه فعالیت در لیگ دسته دوم |